# Liste des monuments aux morts de l'Essonne
Pour un article plus général, voir Liste d'œuvres d'art public dans l'Essonne.
Cet article vise à recenser les monuments aux morts de l'Essonne, en France.

## Liste
Les monuments sont classés par ordre alphabétique de communes, ou anciennes communes. Si une commune possède plusieurs monuments, ils sont classés par ordre chronologique des conflits commémorés.
| Œuvre                                                               | Auteur                               | Commune                    | Localisation                                                                        | Notes                                    | Installation | Coordonnées                      | Illustration                                              |
| ------------------------------------------------------------------- | ------------------------------------ | -------------------------- | ----------------------------------------------------------------------------------- | ---------------------------------------- | ------------ | -------------------------------- | --------------------------------------------------------- |
| Monument aux morts                                                  | À déterminer                         | Abbéville-la-Rivière       | Dans le cimetière                                                                   |                                          | À déterminer | à géolocaliser                   | Image manquante                                           |
| Monument aux morts de 1870                                          | À déterminer                         | Angerville                 | Dans le cimetière                                                                   |                                          | 1921         | à géolocaliser                   | Image manquante                                           |
| La Résistance (monument aux morts)                                  | Copie d'après Charles-Henri Pourquet | Angerville                 | Sur la place de l'hôtel de ville                                                    |                                          | 1921         | à géolocaliser                   | La Résistance (monument aux morts)                        |
| Monument aux morts                                                  | À déterminer                         | Angerville                 | Dans le cimetière                                                                   |                                          | À déterminer | à géolocaliser                   | Image manquante                                           |
| Poilu au repos (monument aux morts de Dommerville)                  | Copie d'après Étienne Camus          | Angerville                 | Rue de la Plaine (RD 939), près de l'église Saint Germain                           |                                          | À déterminer | à géolocaliser                   | Poilu au repos (monument aux morts de Dommerville)        |
| Monument aux morts                                                  | À déterminer                         | Angervilliers              | Dans le cimetière                                                                   |                                          | 1922         | à géolocaliser                   | Image manquante                                           |
| Monument aux morts                                                  | Félix Benneteau-Desgrois             | Arpajon                    | Sur la place de la Mairie                                                           |                                          | 1920         | 48° 35′ 25″ nord, 2° 14′ 52″ est | Monument aux morts d'Arpajon                              |
| Monument aux morts                                                  | À déterminer                         | Athis-Mons                 | Dans le cimetière                                                                   |                                          | 1922         | à géolocaliser                   | Image manquante                                           |
| Monument aux victimes du bombardement du 18 avril 1944              | À déterminer                         | Athis-Mons                 | Avenue du 18-Avril-1944                                                             |                                          | À déterminer | 48° 42′ 13″ nord, 2° 23′ 22″ est | Monument aux victimes du bombardement du 18 avril 1944    |
| Monument aux morts                                                  | À déterminer                         | Authon-la-Plaine           | À côté de la mairie                                                                 |                                          | À déterminer | à géolocaliser                   | Monument aux morts                                        |
| Monument aux morts                                                  | À déterminer                         | Auvernaux                  | Dans le cimetière                                                                   |                                          | À déterminer | à géolocaliser                   | Image manquante                                           |
| Monument aux morts                                                  | À déterminer                         | Auvers-Saint-Georges       | Sur la place du Martroy                                                             |                                          | À déterminer | à géolocaliser                   | Image manquante                                           |
| Monument aux morts                                                  | À déterminer                         | Avrainville                | À côté de l'église Sainte-Marie                                                     |                                          | À déterminer | à géolocaliser                   | Image manquante                                           |
| Monument aux morts                                                  | À déterminer                         | Ballainvilliers            | Dans le cimetière                                                                   |                                          | 1919         | à géolocaliser                   | Image manquante                                           |
| Monument aux morts                                                  | Émile Guillaume                      | Ballancourt-sur-Essonne    | Intersection de la rue du Général de Gaulle et de la rue Varache                    |                                          | 1921         | à géolocaliser                   | Image manquante                                           |
| Monument aux morts                                                  | À déterminer                         | Baulne                     | À côté de l'église Saint-Étienne                                                    |                                          | À déterminer | 48° 29′ 33″ nord, 2° 21′ 34″ est | Monument aux morts de Baulne                              |
| Monument aux morts                                                  | À déterminer                         | Bièvres                    | À côté de la mairie                                                                 |                                          | À déterminer | 48° 45′ 16″ nord, 2° 12′ 55″ est | Monument aux morts de Bièvres                             |
| Monument aux morts                                                  | À déterminer                         | Blandy                     | RD 143, à côté de la mairie                                                         |                                          | À déterminer | à géolocaliser                   | Image manquante                                           |
| Monument aux morts de 1914-1918                                     | À déterminer                         | Boigneville                | Dans le cimetière                                                                   | Plaque.                                  | À déterminer | à géolocaliser                   | Image manquante                                           |
| Monument aux morts                                                  | À déterminer                         | Boigneville                | Sur la place de l'Église                                                            |                                          | À déterminer | 48° 20′ 07″ nord, 2° 22′ 21″ est | Monument aux morts de Boigneville                         |
| Monument aux morts                                                  | À déterminer                         | Boissy-la-Rivière          | Dans le cimetière                                                                   |                                          | À déterminer | 48° 22′ 31″ nord, 2° 09′ 30″ est | Monument aux morts de Boissy-la-Rivière                   |
| Monument aux morts                                                  | À déterminer                         | Boissy-le-Cutté            | Sur la place de la Victoire                                                         |                                          | À déterminer | 48° 28′ 11″ nord, 2° 16′ 53″ est | Monument aux morts de Boissy-le-Cutté                     |
| Monument aux morts                                                  | À déterminer                         | Boissy-le-Sec              | Dans le cimetière                                                                   |                                          | À déterminer | à géolocaliser                   | Image manquante                                           |
| Monument aux morts                                                  | À déterminer                         | Boissy-sous-Saint-Yon      | Dans le cimetière                                                                   |                                          | À déterminer | à géolocaliser                   | Image manquante                                           |
| Monument aux morts                                                  | À déterminer                         | Bondoufle                  | Dans le cimetière                                                                   |                                          | À déterminer | à géolocaliser                   | Image manquante                                           |
| Monument aux morts                                                  | À déterminer                         | Boullay-les-Troux          | Dans la salle du conseil de la mairie                                               | Plaque.                                  | À déterminer | à géolocaliser                   | Image manquante                                           |
| Monument aux morts                                                  | Marin (marbrier)                     | Bouray-sur-Juine           | À côté de l'église Saint-Pierre-ès-Liens                                            |                                          | À déterminer | 48° 31′ 12″ nord, 2° 17′ 53″ est | Monument aux morts de Bouray-sur-Juine                    |
| Monument aux morts                                                  | À déterminer                         | Boussy-Saint-Antoine       | Dans le cimetière                                                                   |                                          | À déterminer | à géolocaliser                   | Image manquante                                           |
| Monument aux morts                                                  | À déterminer                         | Boutervilliers             | À côté de l'église Saint-Jean-Baptiste                                              |                                          | À déterminer | 48° 27′ 10″ nord, 2° 03′ 20″ est | Monument aux morts de Boutervilliers                      |
| Monument aux morts de 1914-1918                                     | À déterminer                         | Boutigny-sur-Essonne       | Dans le cimetière                                                                   |                                          | À déterminer | à géolocaliser                   | Image manquante                                           |
| Monument aux morts                                                  | À déterminer                         | Boutigny-sur-Essonne       | Intersection de la rue de Lans et de la rue de Milly (RD 105)                       |                                          | À déterminer | à géolocaliser                   | Monument aux morts                                        |
| Monument aux morts                                                  | À déterminer                         | Bouville                   | Rue de la Mairie                                                                    |                                          | À déterminer | 48° 25′ 55″ nord, 2° 16′ 36″ est | Monument aux morts de Bouville                            |
| Femme drapée avec épée et feuilles de lauriers (monument aux morts) | Copie d'après Louis Maubert          | Brétigny-sur-Orge          | Dans le cimetière                                                                   |                                          | 1921         | à géolocaliser                   | Image manquante                                           |
| Femme drapée avec épée et feuilles de lauriers (monument aux morts) | Copie d'après Louis Maubert          | Breuillet                  | À côté de l'église Saint-Pierre                                                     |                                          | À déterminer | 48° 34′ 00″ nord, 2° 10′ 16″ est | Monument aux morts de Breuillet                           |
| Monument aux morts                                                  | À déterminer                         | Breux-Jouy                 | Sur la place de la Mairie                                                           |                                          | À déterminer | à géolocaliser                   | Image manquante                                           |
| Monument aux morts (de)                                             | À déterminer                         | Brières-les-Scellés        | À côté de l'église Saint-Quentin                                                    |                                          | 1920         | à géolocaliser                   | Monument aux morts (de)                                   |
| Monument aux morts                                                  | À déterminer                         | Briis-sous-Forges          | Dans le cimetière                                                                   |                                          | 1921         | à géolocaliser                   | Image manquante                                           |
| Monument aux morts de 1914-1918                                     | Toto                                 | Brouy                      | Rue du Gâtinais (RD 57)                                                             |                                          | 2018         | à géolocaliser                   | Image manquante                                           |
| Monument aux morts de 1914-1918                                     | A. Besnault (marbrier)               | Brouy                      | Dans la mairie                                                                      | Plaque.                                  | À déterminer | à géolocaliser                   | Image manquante                                           |
| Monument aux morts                                                  | À déterminer                         | Brouy                      | Dans l'église Saint-Pierre-et-Saint-Paul                                            | Plaque.                                  | À déterminer | à géolocaliser                   | Image manquante                                           |
| Monument aux morts de 1914-1918                                     | À déterminer                         | Brunoy                     | Dans l'église Saint-Médard                                                          | Plaque.                                  | À déterminer | à géolocaliser                   | Image manquante                                           |
| Monument aux morts                                                  | Nicolas Alquin                       | Brunoy                     | Derrière la mairie                                                                  |                                          | 2018         | à géolocaliser                   | Image manquante                                           |
| Monument aux morts                                                  | À déterminer                         | Brunoy                     | Dans le cimetière                                                                   |                                          | À déterminer | à géolocaliser                   | Image manquante                                           |
| Monument aux morts                                                  | À déterminer                         | Brunoy                     | Dans l'église Saint-Médard                                                          | Plaque.                                  | À déterminer | à géolocaliser                   | Image manquante                                           |
| Monument aux morts                                                  | À déterminer                         | Bruyères-le-Châtel         | Sur la place du Souvenir, à côté de l'église Saint-Didier                           |                                          | À déterminer | 48° 35′ 31″ nord, 2° 11′ 20″ est | Monument aux morts de Bruyères-le-Châtel                  |
| Monument aux morts                                                  | À déterminer                         | Buno-Bonnevaux             | Dans le cimetière                                                                   |                                          | À déterminer | à géolocaliser                   | Image manquante                                           |
| Monument aux morts (de)                                             | À déterminer                         | Bures-sur-Yvette           | Sur la place du Souvenir                                                            |                                          | 1920         | à géolocaliser                   | Monument aux morts (de)                                   |
| Monument aux morts                                                  | À déterminer                         | Cerny                      | Intersection de la rue de l'Égalité et de la rue de Longueville, à côté de la poste |                                          | À déterminer | à géolocaliser                   | Image manquante                                           |
| Monument aux morts                                                  | À déterminer                         | Cerny                      | Sur la façade de la mairie, encadrant la porte d'entrée                             |                                          | À déterminer | à géolocaliser                   | Monument aux morts                                        |
| Monument aux morts de Chalo-Saint-Mars (d)                          | À déterminer                         | Chalo-Saint-Mars           | À déterminer                                                                        |                                          | À déterminer | à géolocaliser                   | Monument aux morts de Chalo-Saint-Mars (d)                |
| Monument aux morts                                                  | À déterminer                         | Chalou-Moulineux           | À déterminer                                                                        |                                          | À déterminer | 48° 23′ 11″ nord, 2° 01′ 15″ est | Monument aux morts de Chalou-Moulineux                    |
| Monument aux morts                                                  | À déterminer                         | Champlan                   | Dans le cimetière                                                                   |                                          | À déterminer | 48° 42′ 11″ nord, 2° 16′ 35″ est | Monument aux morts de Champlan                            |
| Monument aux morts                                                  | À déterminer                         | Chilly-Mazarin             | Rue François-Mouthon                                                                |                                          | À déterminer | 48° 42′ 12″ nord, 2° 18′ 56″ est | Monument aux morts de Chilly-Mazarin                      |
| Monument aux morts de 1870-1871                                     | Paul Fournier                        | Corbeil-Essonnes           | Allées Aristide-Briand                                                              | Érigé sur les allées Saint-Jean en 1907. | À déterminer | 48° 36′ 41″ nord, 2° 28′ 38″ est | Monument aux morts de 1870-1871 de Corbeil-Essonnes       |
| Monument aux morts                                                  | À déterminer                         | Courances                  | À déterminer                                                                        |                                          | À déterminer | à géolocaliser                   | Monument aux morts                                        |
| Monument aux morts de 1870-1871                                     | À déterminer                         | Dannemois                  | À déterminer                                                                        |                                          | 1872         | à géolocaliser                   | Monument aux morts de 1870-1871                           |
| Monument aux morts (de)                                             | À déterminer                         | Dourdan                    | Rue de Chartres                                                                     |                                          | 1925         | à géolocaliser                   | Monument aux morts (de)                                   |
| Monument aux morts                                                  | À déterminer                         | Égly                       | À déterminer                                                                        |                                          | À déterminer | à géolocaliser                   | Monument aux morts                                        |
| Poilu écrasant l'aigle allemand (de) (monument aux morts)           | Copie d'après Charles-Henri Pourquet | Étréchy                    | Sur la place Charles de Gaulle, devant la mairie                                    |                                          | 1919         | à géolocaliser                   | Poilu écrasant l'aigle allemand (de) (monument aux morts) |
| Monument aux morts                                                  | À déterminer                         | Guillerval                 | À côté de l'église Saint-Gervais-Saint-Protais                                      |                                          | À déterminer | à géolocaliser                   | Monument aux morts                                        |
| Monument aux morts                                                  | À déterminer                         | Igny                       | Dans le cimetière                                                                   |                                          | À déterminer | à géolocaliser                   | Monument aux morts                                        |
| Monument aux morts                                                  | À déterminer                         | Itteville                  | À déterminer                                                                        |                                          | À déterminer | à géolocaliser                   | Monument aux morts                                        |
| Monument aux morts                                                  | À déterminer                         | Janvry                     | À déterminer                                                                        |                                          | À déterminer | à géolocaliser                   | Monument aux morts                                        |
| Monument aux morts                                                  | À déterminer                         | La Ferté-Alais             | À côté de l'église Notre-Dame-de-l'Assomption                                       |                                          | À déterminer | à géolocaliser                   | Monument aux morts                                        |
| Monument aux morts                                                  | À déterminer                         | La Ville-du-Bois           | Dans le cimetière                                                                   |                                          | 1885         | à géolocaliser                   | Image manquante                                           |
| Monument aux morts                                                  | À déterminer                         | Le Coudray-Montceaux       | À déterminer                                                                        |                                          | À déterminer | à géolocaliser                   | Monument aux morts                                        |
| Monument aux morts                                                  | À déterminer                         | Limours                    | Sur le rond-point de la place Aristide Briand                                       |                                          | À déterminer | 48° 38′ 42″ nord, 2° 04′ 29″ est | Monument aux morts de Limours                             |
| Monument aux morts                                                  | À déterminer                         | Longpont-sur-Orge          | Dans le cimetière                                                                   |                                          | À déterminer | à géolocaliser                   | Monument aux morts                                        |
| Monument aux morts                                                  | À déterminer                         | Méréville                  | À déterminer                                                                        |                                          | À déterminer | à géolocaliser                   | Monument aux morts                                        |
| Monument aux morts                                                  | À déterminer                         | Mérobert                   | À déterminer                                                                        |                                          | À déterminer | à géolocaliser                   | Monument aux morts                                        |
| Monument aux morts                                                  | À déterminer                         | Montgeron                  | À déterminer                                                                        |                                          | À déterminer | 48° 42′ 25″ nord, 2° 27′ 20″ est | Monument aux morts de Montgeron                           |
| Monument aux morts                                                  | À déterminer                         | Morangis                   | Avenue de la République                                                             |                                          | À déterminer | 48° 42′ 19″ nord, 2° 19′ 59″ est | Monument aux morts de Morangis                            |
| Monument aux morts                                                  | À déterminer                         | Morsang-sur-Orge           | Dans le cimetière                                                                   |                                          | À déterminer | 48° 39′ 37″ nord, 2° 20′ 47″ est | Monument aux morts de Morsang-sur-Orge                    |
| Monument aux morts                                                  | À déterminer                         | Orsay                      | Dans le cimetière                                                                   |                                          | À déterminer | à géolocaliser                   | Monument aux morts                                        |
| Monument aux résistants morts                                       | À déterminer                         | Paray-Vieille-Poste        | Sur la place Maxime-Védy                                                            |                                          | À déterminer | 48° 42′ 34″ nord, 2° 21′ 32″ est | Monument aux résistants morts de Paray-Vieille-Poste      |
| Monument aux morts                                                  | À déterminer                         | Saint-Escobille            | À déterminer                                                                        |                                          | À déterminer | à géolocaliser                   | Monument aux morts                                        |
| Monument aux morts                                                  | À déterminer                         | Saint-Maurice-Montcouronne | À déterminer                                                                        |                                          | À déterminer | à géolocaliser                   | Monument aux morts                                        |
| Monument aux morts                                                  | À déterminer                         | Saint-Yon                  | À déterminer                                                                        |                                          | À déterminer | à géolocaliser                   | Monument aux morts                                        |
| Monument aux morts                                                  | À déterminer                         | Savigny-sur-Orge           | Dans le cimetière de la Martinière                                                  |                                          | À déterminer | 48° 40′ 26″ nord, 2° 20′ 52″ est | Monument aux morts de Savigny-sur-Orge                    |
| La Résistance (monument aux morts)                                  | Copie d'après Charles-Henri Pourquet | Soisy-sur-Seine            | À déterminer                                                                        |                                          | À déterminer | à géolocaliser                   | La Résistance (monument aux morts)                        |
| Monument aux morts (de)                                             | À déterminer                         | Tigery                     | À déterminer                                                                        |                                          | 1921         | 48° 38′ 22″ nord, 2° 30′ 27″ est | Monument aux morts de Tigery                              |
| Monument aux morts                                                  | À déterminer                         | Val-Saint-Germain          | Dans le cimetière                                                                   |                                          | À déterminer | à géolocaliser                   | Monument aux morts                                        |
| Monument aux morts (de)                                             | À déterminer                         | Vert-le-Grand              |                                                                                     |                                          | 1922         | à géolocaliser                   | Monument aux morts (de)                                   |
| Monument aux morts                                                  | À déterminer                         | Vert-le-Petit              | Dans le cimetière                                                                   |                                          | À déterminer | à géolocaliser                   | Monument aux morts                                        |
| Monument aux morts                                                  | À déterminer                         | Videlles                   | Intersection de la rue de la Croix Boissée et de la rue de la Croix Saint-Firmin    |                                          | À déterminer | à géolocaliser                   | Image manquante                                           |
| Monument aux morts                                                  | À déterminer                         | Vigneux-sur-Seine          | Dans le cimetière                                                                   |                                          | À déterminer | à géolocaliser                   | Monument aux morts                                        |
| Monument aux résistants morts                                       | Jean-Pierre Demarchi                 | Vigneux-sur-Seine          | Avenue de la Concorde                                                               |                                          | 1967         | à géolocaliser                   | Image manquante                                           |
| Monument aux morts                                                  | À déterminer                         | Villabé                    | Dans le cimetière                                                                   |                                          | À déterminer | à géolocaliser                   | Monument aux morts                                        |
| Monument aux morts                                                  | À déterminer                         | Villebon-sur-Yvette        | Dans le cimetière                                                                   |                                          | À déterminer | 48° 41′ 58″ nord, 2° 15′ 00″ est | Monument aux morts de Villebon-sur-Yvette                 |
| Monument aux morts                                                  | À déterminer                         | Villeconin                 | Intersection de la Grand rue (RD 148) et de la route de Saudreville (RD 207)        |                                          | À déterminer | à géolocaliser                   | Image manquante                                           |
| Monument aux morts                                                  | À déterminer                         | Villejust                  | À côté de l'église Saint-Julien                                                     |                                          | À déterminer | 48° 40′ 58″ nord, 2° 14′ 12″ est | Monument aux morts de Villejust                           |
| Monument aux morts                                                  | À déterminer                         | Villemoisson-sur-Orge      | Dans le cimetière                                                                   |                                          | À déterminer | à géolocaliser                   | Image manquante                                           |
| Monument aux morts                                                  | À déterminer                         | Villeneuve-sur-Auvers      | Intersection de la RD 148 et de la RD 148E                                          |                                          | 1920         | à géolocaliser                   | Monument aux morts                                        |
| Monument aux morts                                                  | À déterminer                         | Villiers-le-Bâcle          | Dans le cimetière                                                                   |                                          | À déterminer | à géolocaliser                   | Monument aux morts                                        |
| Monument aux morts                                                  | À déterminer                         | Villiers-sur-Orge          | Dans le cimetière                                                                   |                                          | À déterminer | à géolocaliser                   | Image manquante                                           |
| Monument aux morts                                                  | À déterminer                         | Viry-Châtillon             | À l'entrée du cimetière                                                             |                                          | À déterminer | 48° 40′ 19″ nord, 2° 22′ 19″ est | Monument aux morts de Viry-Châtillon                      |
| Monument aux morts                                                  | À déterminer                         | Wissous                    | À déterminer                                                                        |                                          | À déterminer | à géolocaliser                   | Image manquante                                           |